# Kienberg (Zwitserland)
Kienberg is een gemeente en plaats in het Zwitserse kanton Solothurn en maakt deel uit van het district Gösgen.
Kienberg telt 513 inwoners.